# 1931 en hockey sur glace
Cette page présente les éléments de hockey sur glace de l'année 1931, que ce soit d'un point de vue rencontres internationales ou championnats nationaux. Les grandes dates des différentes compétitions sont données ainsi que les décès de personnalités du hockey mondial.

## Amérique du Nord

### Ligue nationale de hockey
- Les Canadiens de Montréal remportent la Coupe Stanley.

## Europe

### Allemagne
- Le Berliner Schlittschuhclub remporte un 13e titre de champion d'Allemagne[1].

### France
- Chamonix est champion de France.

### Suisse
- HC Davos champion de Suisse.

## International

### Championnats du monde
- 1er février : début du 5e championnat du monde.
- 6 février : le match nul (0-0) concédé par le Canada face à la Suède constitue la première rencontre officielle entre une équipe d'Europe et le Canada ne se finissant pas sur une victoire de ce dernier.
- 8 février : la victoire du Canada sur les États-Unis 2 à 0 lors de la dernière journée lui permet de remporter son 5e titre mondial d'affilée[2].

## Autres Évènements

### Fondations de club
- Fondation du club de Hockey des Ours de Villard-de-Lans, actuel club de Ligue Magnus (France)

### Naissances
- 31 août : naissance de Jean Béliveau à Trois-Rivières au Canada. Il remportera la Coupe Stanley à dix reprises, dont un nombre record de cinq fois comme capitaine des Canadiens de Montréal.

### Décès
10 juin : décès de Robert « Bobby » Boucher, joueur ayant remporté la Coupe Stanley en 1924 avec les Canadiens de Montréal.